# Коммуна (Сирія)
Коммуна (англ. Kammunah, араб. كمونة) — поселення в Сирії, що складає невеличку друзьку общину в нохії Габагіб, яка входить до складу мінтаки Ес-Санамейн в південній сирійській мухафазі Дара.